# Giovedì mi ucciderai
Giovedì mi ucciderai (Fletch) è un romanzo giallo del 1974 di Gregory Mcdonald, il primo di una serie di 11 titoli con protagonista Irwin Maurice Fletcher.
È stato pubblicato per la prima volta in Italia nel 1976 nella collana Il Giallo Mondadori con il numero 1417.

## Trama
Nel primo romanzo, Fletch lavora come reporter. Nel corso della serie comunque egli acquisisce un discreto patrimonio e diventa un giramondo, lavorando sulla biografia di un artista di fiction Edgar Arthur Tharp Jr.
Fletch tende ad imbattersi in casi misteriosi, venendo spesso sospettato di crimini dalla polizia, e cavandosela sempre grazie alla sua intelligenza.

## Premi e "nomination"
Fletch ha vinto il premio Edgar Allan Poe Award nel 1975 (miglior primo romanzo).

## Film tratti dal romanzo
- Fletch - Un colpo da prima pagina (Fletch), film del 1985 di Michael Ritchie
- Fletch - Cronista d'assalto (Fletch Lives), film del 1989 di Michael Ritchie
- Fletch Won (Fletch won), progetto di un 3º film, la cui uscita era prevista per il 2013[2]

## Edizioni
- Gregory Mcdonald, Fletch, Bobbs-Merrill, 1974.